# Glänzender Ehrenpreis
Der Glänzende Ehrenpreis (Veronica polita), auch Glanz-Ehrenpreis genannt, ist eine Pflanzenart in der Familie der Wegerichgewächse (Plantaginaceae).

## Beschreibung

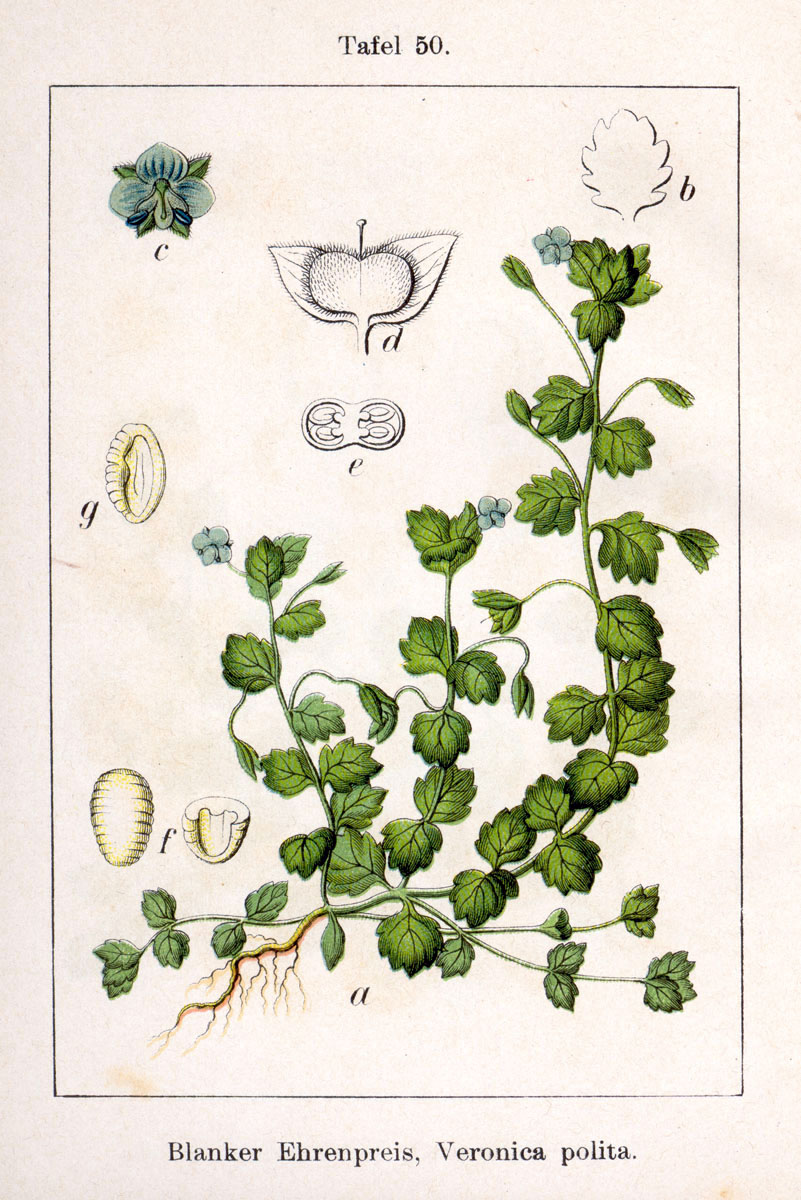
Illustration aus Sturm

### Vegetative Merkmale

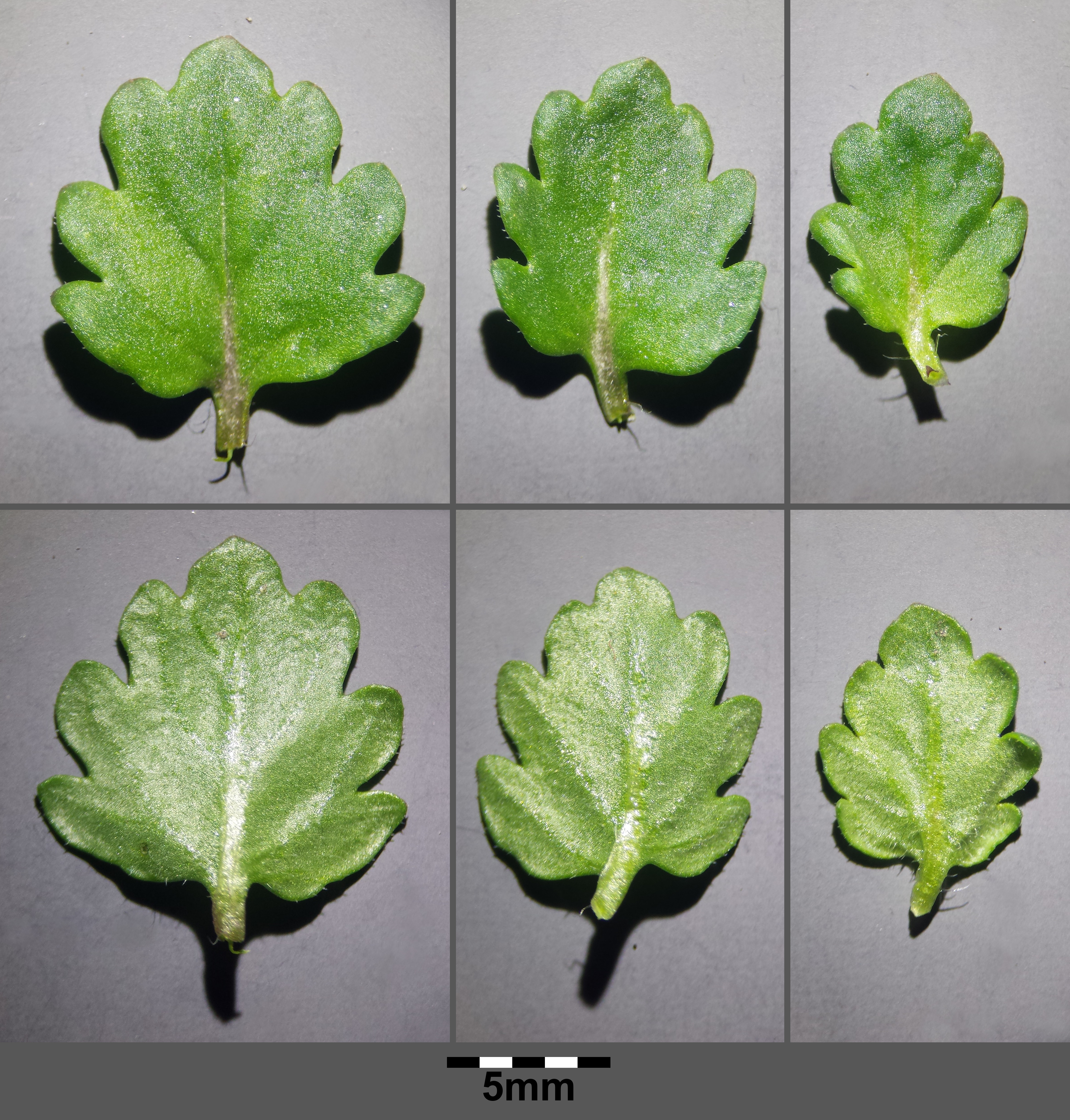
Die Deckblätter sind tief gekerbt, die Unterseite ist viel dichter behaart und blasser als die Oberseite.

Der Glänzende Ehrenpreis wächst als einjährige krautige Pflanze und erreicht meist Wuchshöhen von 8 bis 15 Zentimetern. Der kahle und kräftig wirkende Stängel besitzt am Grunde in der Regel zahlreiche, niederliegende oder aufsteigende Seitenzweige.
Die gegenständigen Laubblätter sowie die wechselständigen Deckblätter sind kurz gestielt. Die etwas dickliche, glänzende, fast kahle Blattspreite ist halbkreisförmig-dreieckig geformt und dunkelgrün gefärbt. Der Blattrand ist grob gekerbt und deutlich nach unten umgerollt. Die Blattunterseite ist deutlich blasser als die Oberseite und viel dichter behaart.

### Generative Merkmale

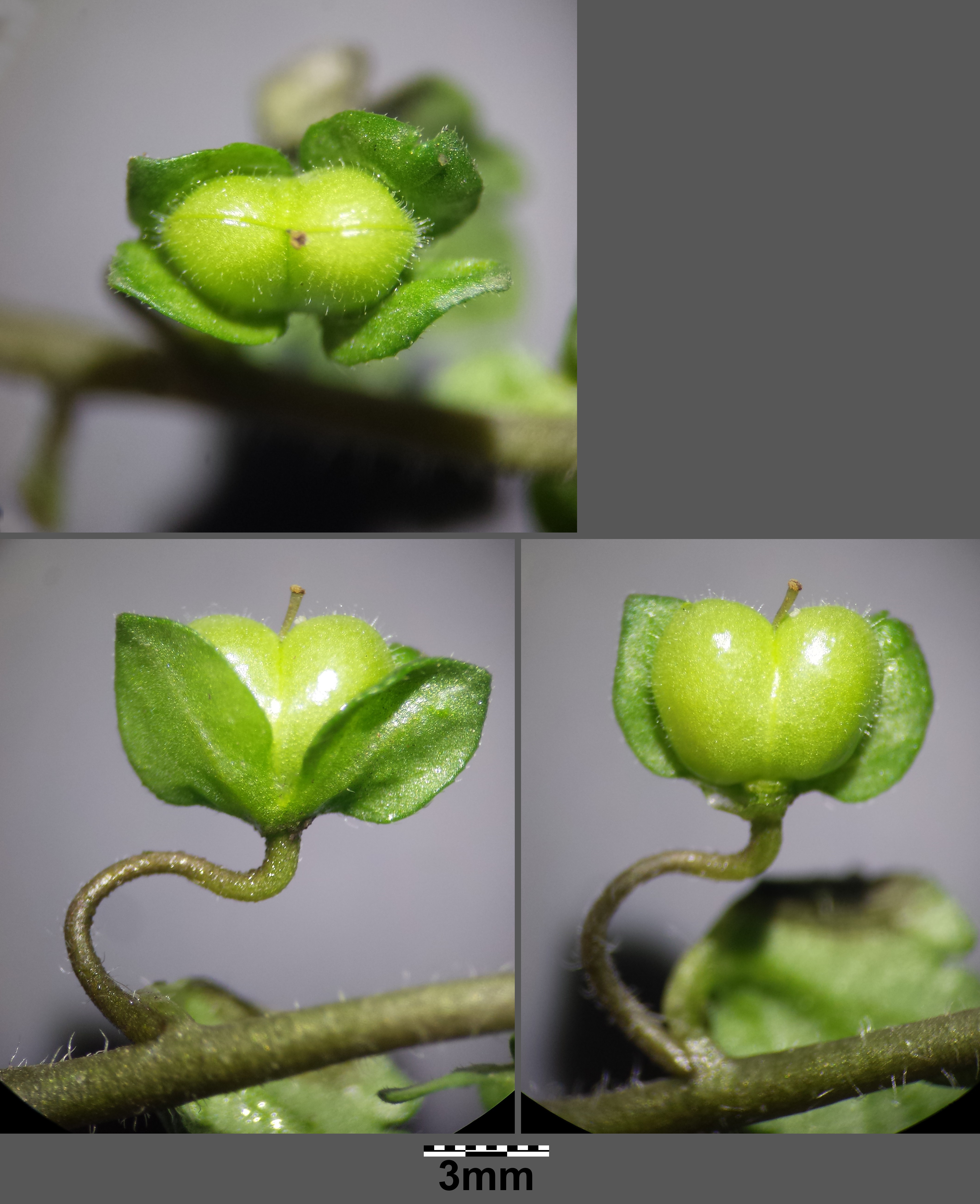
Frucht mit Fruchtstiel: die Kapselbucht ist spitzwinkelig, die Hälften der Kapsel sind ungefähr gleich groß. Die Frucht ist nur wenig zusammengedrückt. Der Fruchtstiel ist zurückgekrümmt.

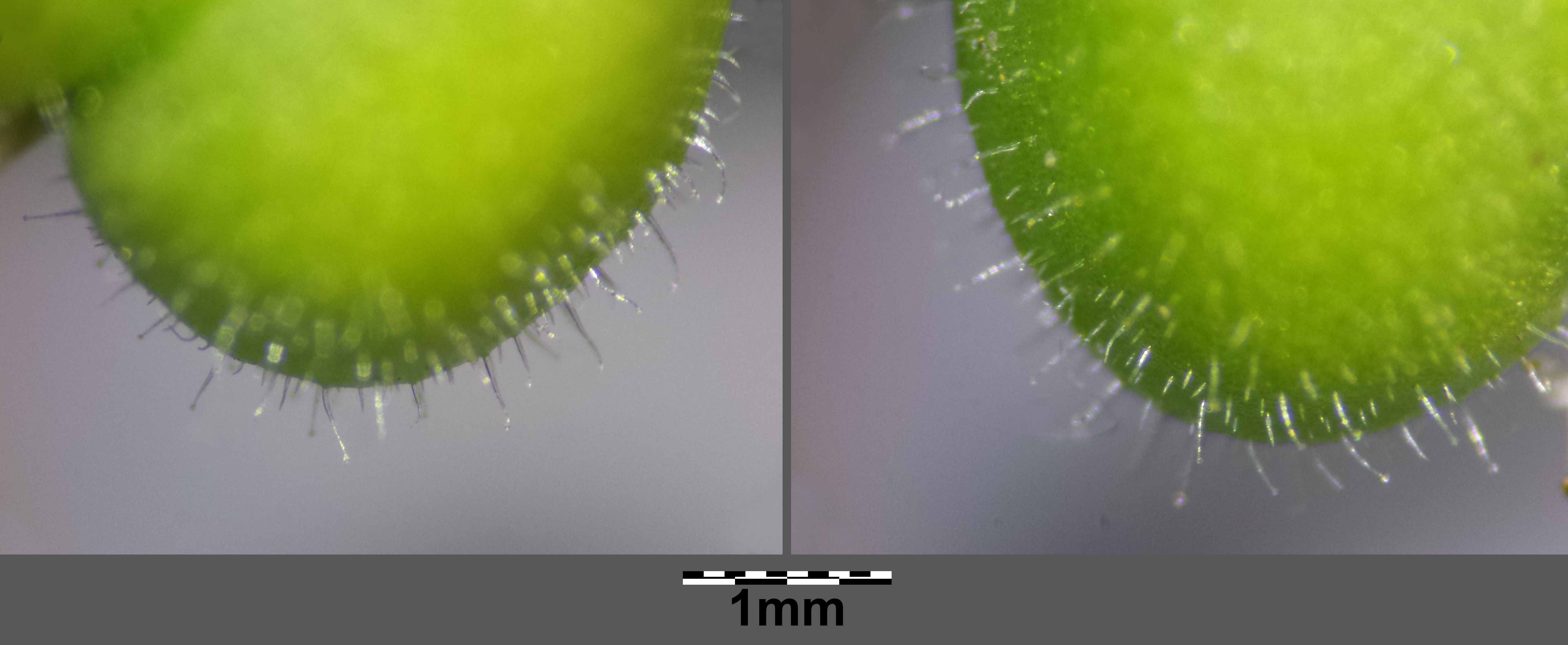
Die Frucht weist neben längeren Drüsenhaaren kürzere drüsenlose Haare auf.

Der Glänzende Ehrenpreis blüht vorwiegend in den Monaten April bis Juni und meist auch noch von Juli bis Oktober. Die Blüten stehen in einem traubigen Blütenstand zusammen. Die zwittrigen Blüten weisen einen Durchmesser von 5 bis 8 Millimetern auf und besitzen eine doppelte Blütenhülle. Die Blütenkrone ist von himmelblauer Farbe, selten auch fast weiß und besitzt in der Regel einen dunklen Schlundring.
Die 3 bis 4 Millimeter lange und 4 bis 6 Millimeter breite Kapselfrucht ist rundlich oder nierenförmig und schwach ausgerandet. Sie besitzt einen dichten Pelz kurzer, drüsenloser Haare und dazu kürzere und lange Drüsenhaare. Der Griffel hat eine Länge von meist 1 bis 1,6 Millimetern.  Die kaum behaarten Kelchzipfel sind breit eiförmig und greifen am Grunde übereinander.
Die Chromosomenzahl beträgt 2n = 14.

## Vorkommen
Veronica polita ist von Südskandinavien bis in den Mittelmeerraum verbreitet. Östlich dringt der Glänzende Ehrenpreis bis Ostasien vor. Er kommt in Mitteleuropa meist verbreitet vor.
In Deutschland und Österreich ist der Glänzende Ehrenpreis verbreitet und zum Teil ziemlich häufig zu finden; nur in Norddeutschland fehlt er über größere Strecken. In der Schweiz kommt der Glänzende Ehrenpreis nur im zentralen Gebiet seltener vor, sonst ist er verbreitet zu finden.
Veronica polita wächst in Ackerunkrautgesellschaften, Weinbergen und Gärten. Er bevorzugt mehr oder weniger frische, meist nährstoffreiche und oft etwas sandige Lehmböden. Er ist in Mitteleuropa eine Charakterart des Thlaspio-Veronicetum politae aus dem Verband Fumario-Euphorbion.